# Agylla mjobergi
Agylla mjobergi là một loài bướm đêm thuộc phân họ Arctiinae, họ Erebidae.